# Peder Amberntsson
Jan Peder Amberntson, född 23 mars 1950 i Göteborg, är en svensk före detta fotbollsspelare. Hans morbror, Sven-Agne Larsson, var tränare i HBK mellan 1973 och 1975. Hans kusin, Bo-Leine Larsson, är en före detta allsvensk spelare i Örgryte IS samt allsvensk tränare i Åtvidabergs FF.
Amberntsson började spela fotboll i Örgryte IS som tioåring. 1975 gick han till Halmstads BK. HBK vann SM-guld två gånger under Amberntssons tid i klubben; säsongerna 1976 och 1979. 1977 spelade han även en landskamp för Sveriges landslag. 1981 fick han priset HP:s Dribbler som delas ut av Hallandsposten till den bästa fotbollsspelaren i tidningens spridningsområde. Under sommaren 1985 lämnade han HBK för spel i Åhus IF.
Han har efter sin spelarkarriär varit ledare för Laholms FK, BK Astrio och Sennans IF.